# Geçitköy, Ilgın
Geçitköy là một xã thuộc huyện Ilgın, tỉnh Konya, Thổ Nhĩ Kỳ. Dân số thời điểm năm 2011 là 364 người.